# Felip de Valenza
Felip de Valenza fou un trobador occità del segle xiii, actiu a Valença (Droma, Delfinat) i provinent probablement d'alguna regió de la Provença. De la seva producció trobadoresca només es coneixen dues estrofes d'una tençó composta juntament amb Perceval Dòria.

## Tençó
(371,2 = 148a,1)
[Perceval Dòria]
```
Per aqest cors, del teu trip
```

 non vi tan azaut mancip!
 S'eu agues qe metr' el cip,
 eu e tu foram Felip.
 Mas [ieu] non ti poria
 far tot zo qe.t plairia:
 per q'eu prec Dieus t'arip
 en loc c'onors te sia
 plasers e manentia,
 c'autres non t'i acip.
[Felip de Valenza]
```
Perseval, anc no recip
```

 de vos qe valgues un rip;
 mas per so non ai cor lip
 vas vos ni.m vir ni[.m] esqip
 de vostra compagnia;
 anz m'auretz tota via
 plus ferm qe mur de gip,
 amic, on q'eu me sia,
 sol per la cortesia
 qe reigna en vostre stip